# Sorry Not Sorry (песня Деми Ловато)
«Sorry Not Sorry» (стил. Sorry Not Sorry) — песня, записанная американской певицей Деми Ловато. Авторами трека являются Тревор Браун, Деми Ловато, Уорен Фелдер, Шон Дуглас и Уильям Заир Симмонс. Песня была выпущена 11 июля 2017 года лейблами Island Records, Hollywood Records, Republic Records и Safehouse Records, а также является первым синглом с шестого студийного альбома Ловато Tell Me You Love Me.

## История
29 июня 2017 года Ловато опубликовала три фотографии в Instagram и Twitter, на которых была изображена аббревиатура «SNS», которая являлась возможным названием новой песни. Позже слухи подтвердились, и выяснилось, что новый трек получил название «Sorry Not Sorry».
Почти сразу хэштэг «SNSisComing» возглавил мировые темы Twitter, а последующие хэштэги, связанные с предстоящим релизом, входили в топ социальной сети, что сделало «Sorry Not Sorry» самым ожидаемым релизом июля.
Через пять дней певица подтвердила выпуск песни с помощью короткого видеоролика в Instagram. На следующий день Ловато опубликовала видео в Twitter, в котором было указано название «Sorry Not Sorry».

## Релиз
11 июля 2017 года состоялся релиз сингла, дебютировав со второй строчки мирового и европейского iTunes. В российском отделении iTunes пиковой позицией стала 13 строчка. Трек доступен как для покупки, так и для стриминга.
Во время интервью для Amazon Music певица рассказала, что «Sorry Not Sorry» — это песня для «хейтеров», которая гласит: «Ты знаешь, что я хороша и извини, что мне не жаль, что тебе не нравится то, где находится твоя жизнь» (англ."You know what I’m good now and sorry I’m not sorry that you may not be loving where your life is at the moment").

## Видеоклип

#### Релиз
Видеоклип был снят знаменитым клипмейкером Ханной Люкс Дэвис, которая также известна работой с такими известными артистами, как Ники Минаж, Ариана Гранде и Кельвин Харрис. Релиз музыкального видео на «Sorry Not Sorry» состоялся 19 июля на музыкальном портале Vevo. Менее, чем за сутки клип набрал более 7 миллионов просмотров.

#### Концепция
Видео представляет собой красочный набор кадров. Начинается клип с надписи: «On June 29th, Demi threw a house party» (рус. «29 июня Деми устроила домашнюю вечеринку»). Далее показывается та самая горячая вечеринка Деми. В клипе приняли участие звёздные друзьями певицы — Пэрис Хилтон, Джейми Фокс и рэпер Уиз Халифа.

## Критика
Авторитетное издание Forbes описало «Sorry Not Sorry» как «непримиримый, храбрый взгляд в зеркало», а Ловато как «человека воспользовавшегося возможностью похвалить себя, и это справедливо», далее дополнив, что «песня действительно наполнена мощным вокалом Ловато, который отделял ее от других поп-звезд уже много лет».
Издание Idolator написало, что «тематически это было сделано несколько десятков лет раньше», поскольку концепция песни «довольно заезженна».
Billboard написало, что эта песня «должна являться гимном для всех сильных девушек».

## Чарты
| Чарт (2017)                              | Пиковая позиция |
| ---------------------------------------- | --------------- |
| Австралия (ARIA)                         | 90              |
| Великобритания (Official Charts Company) | 64              |
| Канада (Canadian Hot 100)                | 90              |
| Новая Зеландия (RMNZ)                    | 3               |
| Словакия (Singles Digitál Top 100)       | 80              |
| США Billboard Hot 100                    | 6               |
| Франция (SNEP)                           | 55              |
| Шотландия (Official Charts Company)      | 24              |